# Sidny Lopes Cabral
Sidny Lopes Cabral (* 18. September 2002 in Rotterdam) ist ein kapverdisch-niederländischer Fußballspieler.

## Karriere

### Vereine
Lopes Cabral wuchs im niederländischen Rotterdam auf und begann bei Sparta Rotterdam im Verein Fußball zu spielen. Über die Nachwuchsabteilung des Stadtrivalen Feyenoord kam er 2018 zu Twente Enschede. Nachdem er in der Corona-Zeit von Sommer 2020 bis März 2021 vereinslos war, schloss er sich der U21-Mannschaft des schwedischen Erstligisten Helsingborgs IF an.
Im Frühjahr 2022 wechselte Lopes Cabral nach Deutschland und schloss sich dem Oberligisten Rot-Weiß Erfurt an. Das erste Spiel im Herren-Bereich absolvierte er am 26. Februar 2022 beim Heimspiel gegen den VfB Krieschow, das die Erfurter mit 5:0 gewannen. Mit den Blumenstädtern gelang Cabral am Ende des Saison 2021/22 als Staffelmeister der Aufstieg in die Regionalliga Nordost. 
Im Januar 2024 ging Lopes Cabral in die 3. Liga zu Viktoria Köln und debütierte am 23. Januar 2024 als Profispieler bei der 1:3-Auswärtsniederlage gegen Rot-Weiss Essen. Nach der Saison 2024/25 wurde er vom Kicker in die Elf der Saison berufen. Im Sommer 2025 verließ er den Verein und wechselte zum portugiesischen Erstligisten CF Estrela Amadora.

### Nationalmannschaft
Zu seinem ersten Einsatz für Kap Verde kam Cabral am 28. Januar 2019, als er sechzehnjährig unter Trainer Jorge Conceição im Freundschaftsspiel gegen Portugal für die U19-Mannschaft auflief, in der 83. Minute für Bruno Carvalho eingewechselt wurde. 
Für die Herren-Nationalmannschaft von Kap Verde debütierte er im Alter von 21 Jahren unter Trainer Pedro Leitão am 12. Oktober 2023 im Freundschaftsspiel gegen Algerien.

### Erfolge
- Meister Oberliga Nordost (Staffel Süd): 2022 mit Rot-Weiß Erfurt
- Mittelrheinpokal-Sieger: 2025 mit Viktoria Köln

## Privat
Sein älterer Bruder Rodny ist ebenfalls Profifußballer und spielte für die kapverdische Nationalmannschaft.